# DeLorean DMC-12

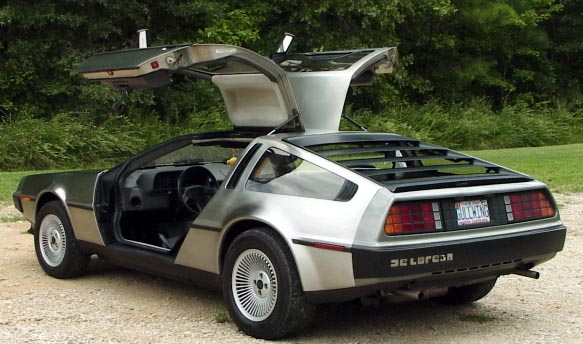
Schräge Heckansicht des DMC-12

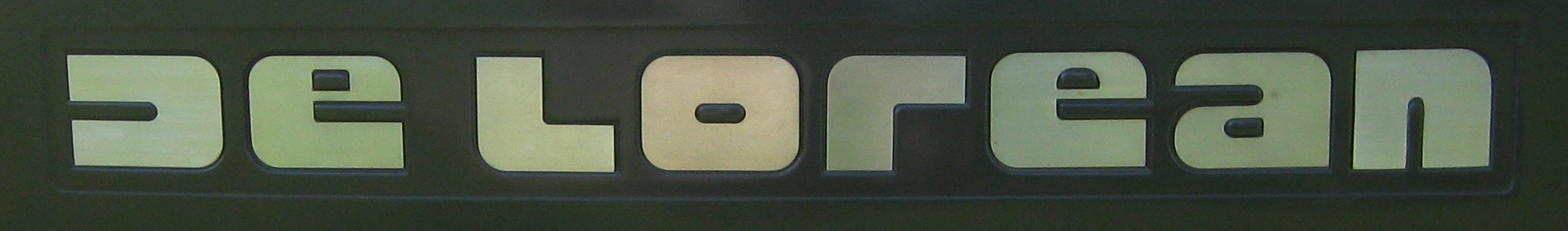
Markenemblem

Der DeLorean DMC-12 ist das einzig gebaute Modell der DeLorean Motor Company (DMC). Das Coupé wurde von Januar 1981 bis Dezember 1982 in Nordirland gefertigt. Bekannt wurde der Wagen insbesondere durch die Film-Trilogie Zurück in die Zukunft ab 1985, in der er zu einer Zeitmaschine umgebaut wurde. Durch diese Filmreihe erlangte das Fahrzeug Kultstatus bei Autosammlern und in der Popkultur, allerdings alles erst einige Jahre nach dem Bankrott des Herstellers.

## Modellgeschichte

### Konzept
John DeLorean wollte nach eigener Aussage ein „ethisches“ Auto bauen – sicher, langlebig und nachhaltig. Bereits als General Motors (GM)-Manager vertrat DeLorean die Meinung, kompakten, hochwertigen Fahrzeugen mit leistungsstarken, effizienten Motoren und einer verbesserten Sicherheit gehöre die Zukunft. Weil sich das übrige Management dieser Meinung nicht anschloss, ging DeLorean als Vize-Präsident von GM immer öfter auf Konfrontationskurs mit seinen Kollegen, was schließlich dazu führte, dass man ihn vor die Wahl stellte: Freiwillig gehen oder gefeuert werden. Um sein Gesicht zu wahren, entschloss sich John DeLorean im Mai 1973, bei GM zu kündigen, um sich mit der Idee eines Sportwagens unter eigenem Namen (DMC – DeLorean Motor Company) selbstständig zu machen. Die Entwicklung des technischen Konzepts lag in dieser frühen Phase bei Bill Collins, einem ehemaligen Ingenieur bei Pontiac.
Schon früh versuchten DeLorean und Collins, ihre Vorstellungen von einem „ethischen Auto“ umzusetzen, indem sie der „Allstar“-Versicherung ein Sicherheitskonzept abkauften und auf dessen Basis den ersten Prototyp des DMC-12 schufen, der allerdings noch DSV (DeLorean-Safety-Vehicle) hieß.
Bereits 1975 entschied sich John DeLorean dafür, die Form seines Wagens von Giorgetto Giugiaro gestalten zu lassen. Das Design war schon nach wenigen Monaten fertig. Es war kein vollständig neuer Entwurf, denn Giugiaro griff auf eine für den Porsche 928 gedachte Vorlage zurück, die von Porsche abgelehnt worden war. Auch gab es bereits ein sehr ähnlich anmutendes Fahrzeug in Form des Matra Laser. Die Form war von Giugiaros Studie Maserati Medici abgeleitet worden, einer aufsehenerregenden Arbeit, die später so unterschiedliche Fahrzeuge wie den Maserati Quattroporte III und das Audi Coupé Serie I beeinflusste. Die leichte Heckpartie mit den dünnen Streben orientierte sich an Giugiaros Entwürfen für die Maseratis Bora und Merak.
Erste Zeichnungen aus dem Jahr 1975 sehen – jedenfalls als Alternativgestaltung – eine 2+2-sitzige Version des Coupés vor. Sie wurde letztlich nicht realisiert; DeLorean blieb bei der Konzeption des DMC-12 als Zweisitzer. Die Idee eines Viersitzers wurde einige Zeit später bei DeLoreans Medusa-Projekt wieder aufgegriffen.

### Prototypen

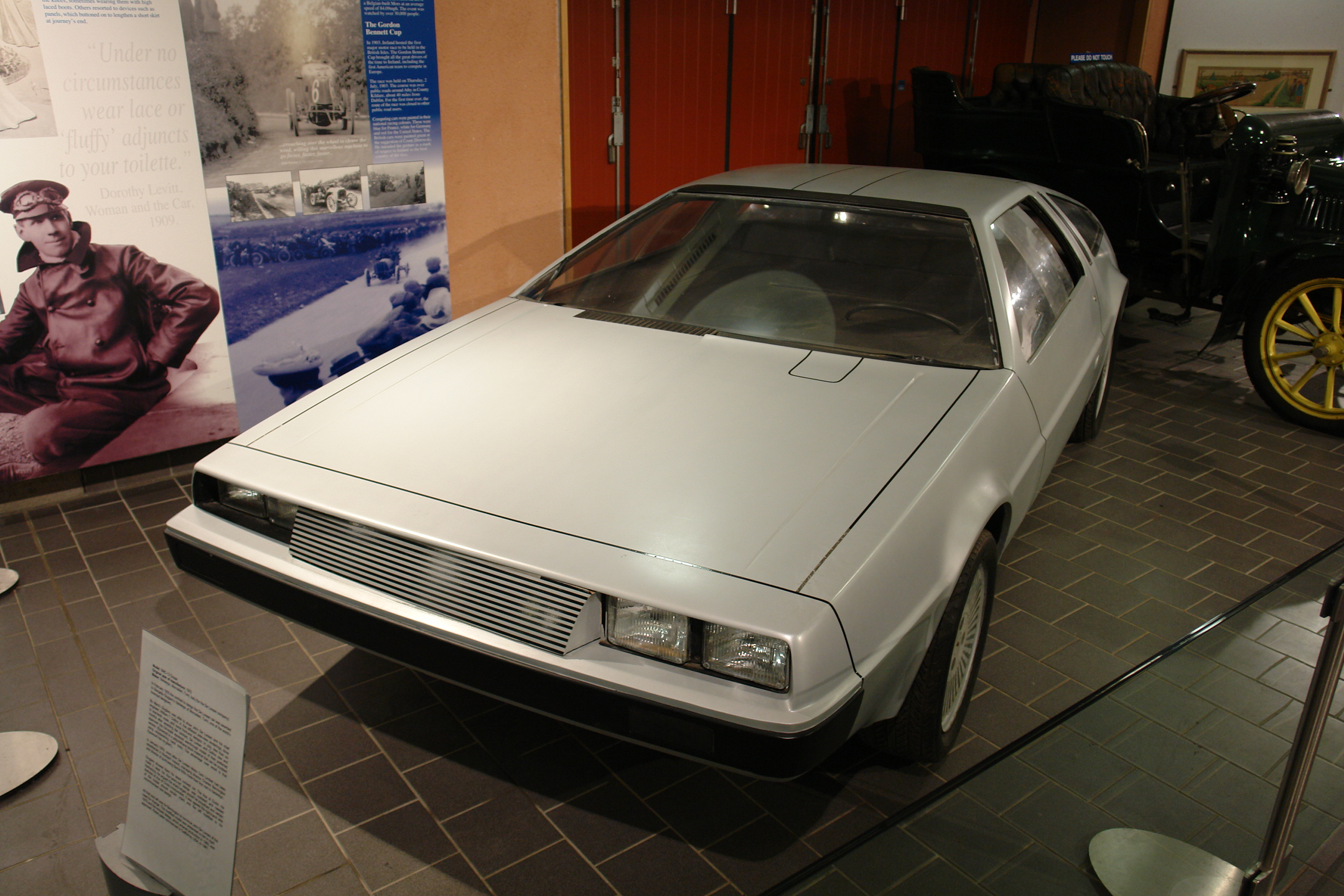
Tonmodell des DMC-12 Coupé von Italdesign, 1975; heute im Ulster Folk and Transport Museum.

Giorgetto Giugiaros Unternehmen Italdesign in Moncalieri bei Turin erhielt im Februar 1975 den Auftrag, den DeLorean-Wagen zu gestalten. Im März 1975 zeigte Giorgetto Giugiaro seinem Auftraggeber John DeLorean und dessen Chefingenieur William T. Collins Jr. fünf unterschiedliche Seitenansichten im Maßstab 1:10 sowie einige Frontansichten. Im Juli 1975, knapp sechs Monate nach Auftragsvergabe, sahen DeLorean und Collins das durchsichtige Modell aus Epowood und befanden es für gut. Epowood ist ein Epoxidharz-Schaum, der mit Handwerkzeugen zur Holzbearbeitung bearbeitet werden kann. Der Vorteil gegenüber Holz ist, dass es keine Fasern hat.
Danach stellte das amerikanische Unternehmen Kar Kraft einen ersten Prototyp her, der Anfang 1977 fahrbereit war. Der Wagen unterschied sich noch im Detail – beispielsweise in der Position der Rückspiegel und in den Seitenfenstern – vom späteren Produktionsmodell, entsprach abgesehen davon aber weitgehend den Vorgaben von Bill Collins und John DeLorean. Er nahm viele Sicherheitsmerkmale des Allstar-Sicherheitskonzepts auf, war also unter anderem mit Airbags ausgestattet. Erste Tests eines 3-Liter-V6-Motors von Ford brachten unbefriedigende Ergebnisse, und DeLorean griff auf einen Vierzylindermotor von Citroën zurück. So erhielt der erste Prototyp Motor und Getriebe vom Citroën CX, der 75 kW (102 PS) leistete. Für den Citroën-Motor war allerdings kein 5-Gang-Getriebe erhältlich, zudem erwies sich der Motor als zu schwach, weshalb DeLorean Turboaufladung in Erwägung zog. Citroën lehnte dies mit Hinweis auf Garantieansprüche ab und trat als möglicher Motorenlieferant zurück.

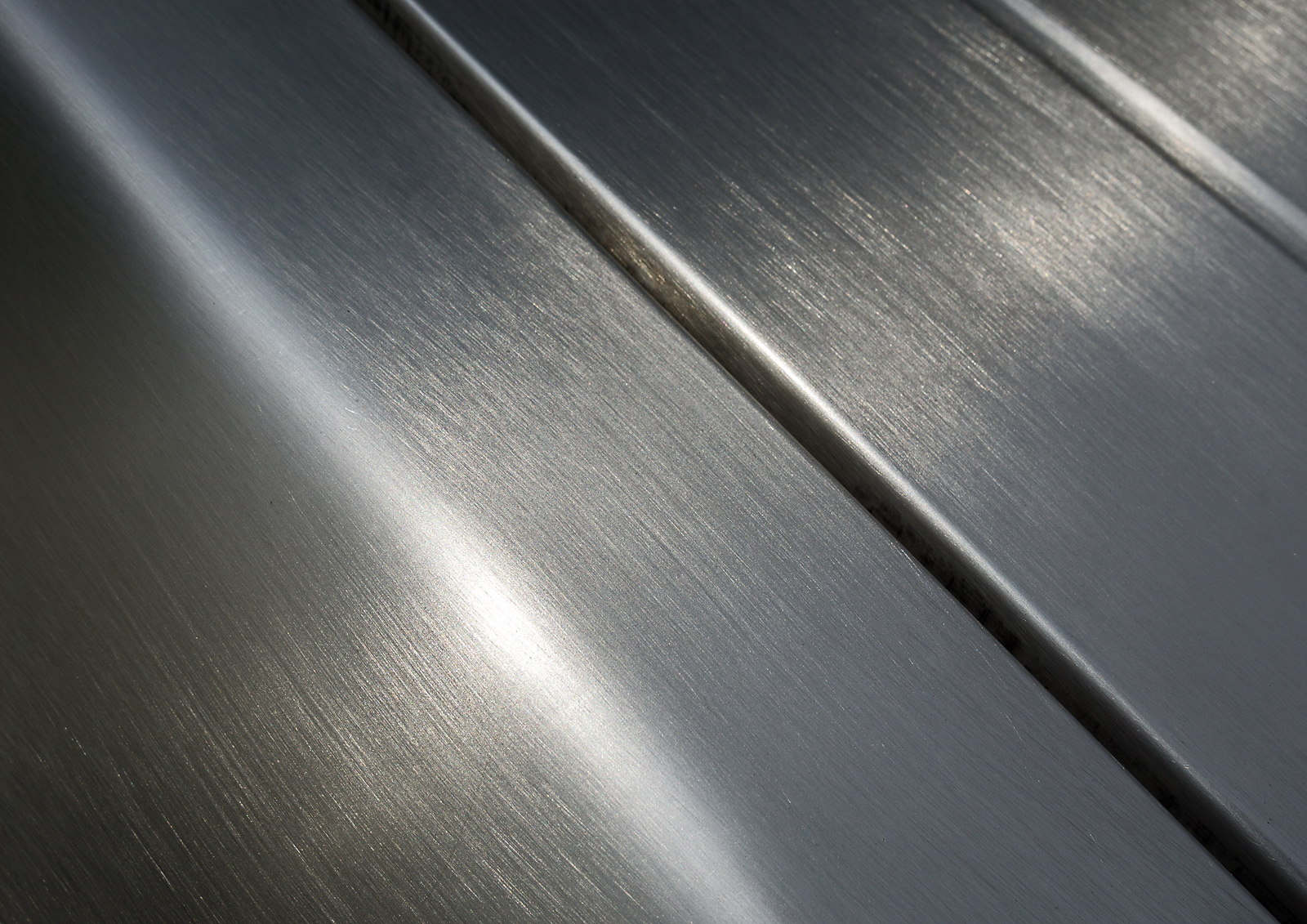
Karosserie-Oberfläche DeLorean DMC-12

1977 entstand ein zweiter Prototyp, der bei Creative Industries hergestellt wurde. Er hatte einen 2,7-Liter-V6-Motor von Peugeot/Renault/Volvo (den sogenannten „PRV-Motor“ oder Europa-Motor), der Bill Collins bereits im Renault Alpine A310 aufgefallen war. Der Einbau dieses großen, schweren Motors führte dazu, dass die gesamte hintere Hälfte des Wagens umgestaltet werden musste; aus einem Mittelmotor-Wagen wurde eine Heckmotor-Konstruktion. Weil das Projekt nur sehr langsam voranschritt und DeLorean immer stärker unter Erwartungsdruck seiner Investoren stand, beschloss er – ohne Rücksprache mit Bill Collins –, die weitere Entwicklung des Wagens auszulagern.
Im Januar 1979 besuchten der Direktor des kurz vorher in Nordirland gegründeten DeLorean Motor Cars Limited, Charles Bennington, und der Einkaufsleiter Barrie Wills die Firma Italdesign. Giorgetto Giugiaro zeigte ihnen seinen neuesten Konzeptentwurf, den Ace of Clubs (Kreuz-Ass). Er wies darauf hin, dass sein vier Jahre altes Design veraltet sei und überarbeitet werden müsse. Er empfahl, dass die scharfen Kanten gerundet werden sollten und verschiedene Eigenheiten des Ace of Clubs eingearbeitet werden sollten. Man einigte sich darauf, dass die rechte Fahrzeugseite des Modells unverändert bleiben solle, während die linke anhand der empfohlenen Designänderungen modifiziert werden solle. Daraufhin musste Bennington nur noch DeLorean von den erforderlichen Änderungen überzeugen. Das überarbeitete Modell wurde ihm im April 1979 vorgestellt, und das überarbeitete Design wurde genehmigt, so dass es 1980 in Produktion gehen konnte.

### Entwicklung bei Lotus

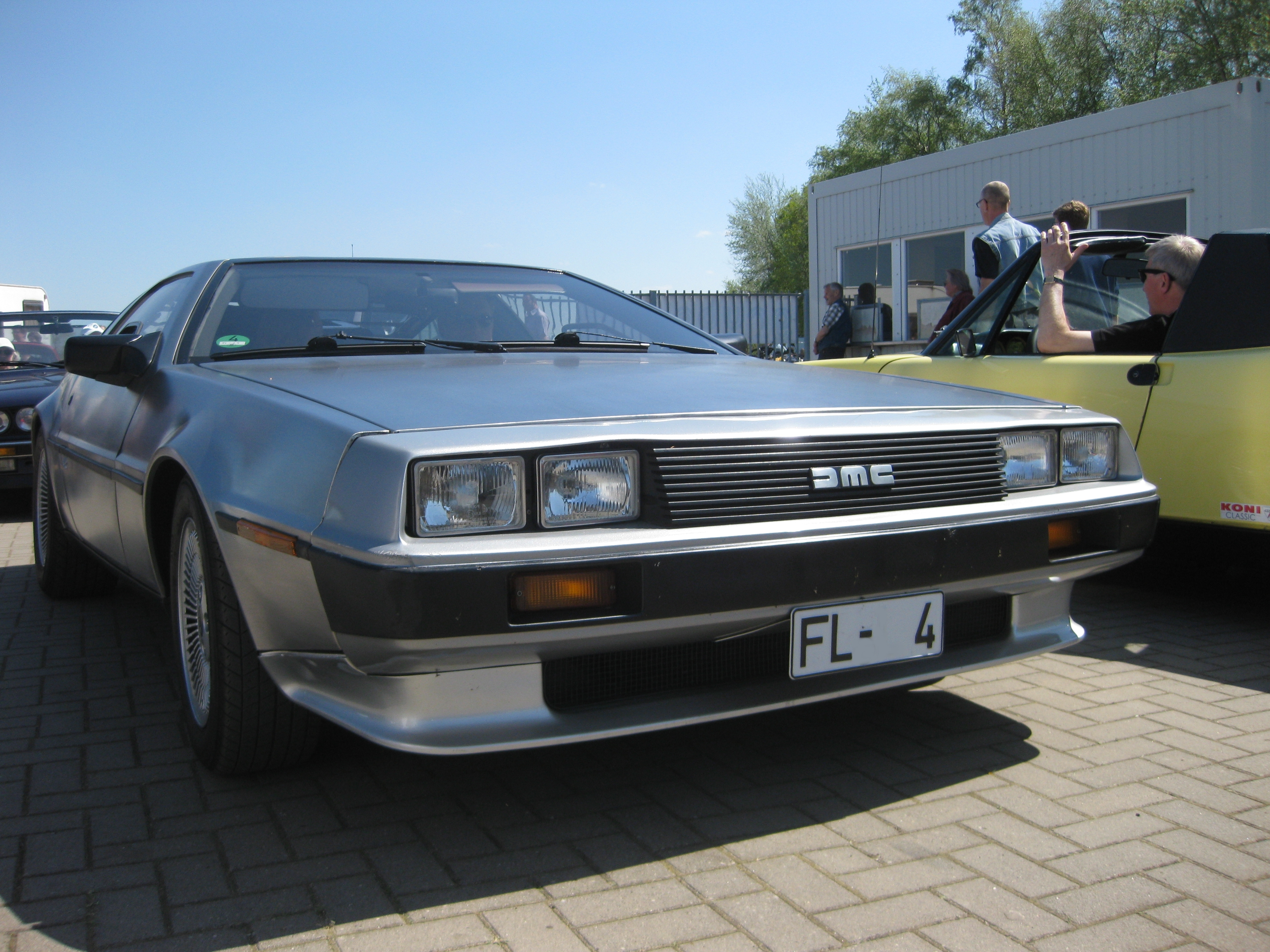
DeLorean DMC-12 schräge Frontansicht

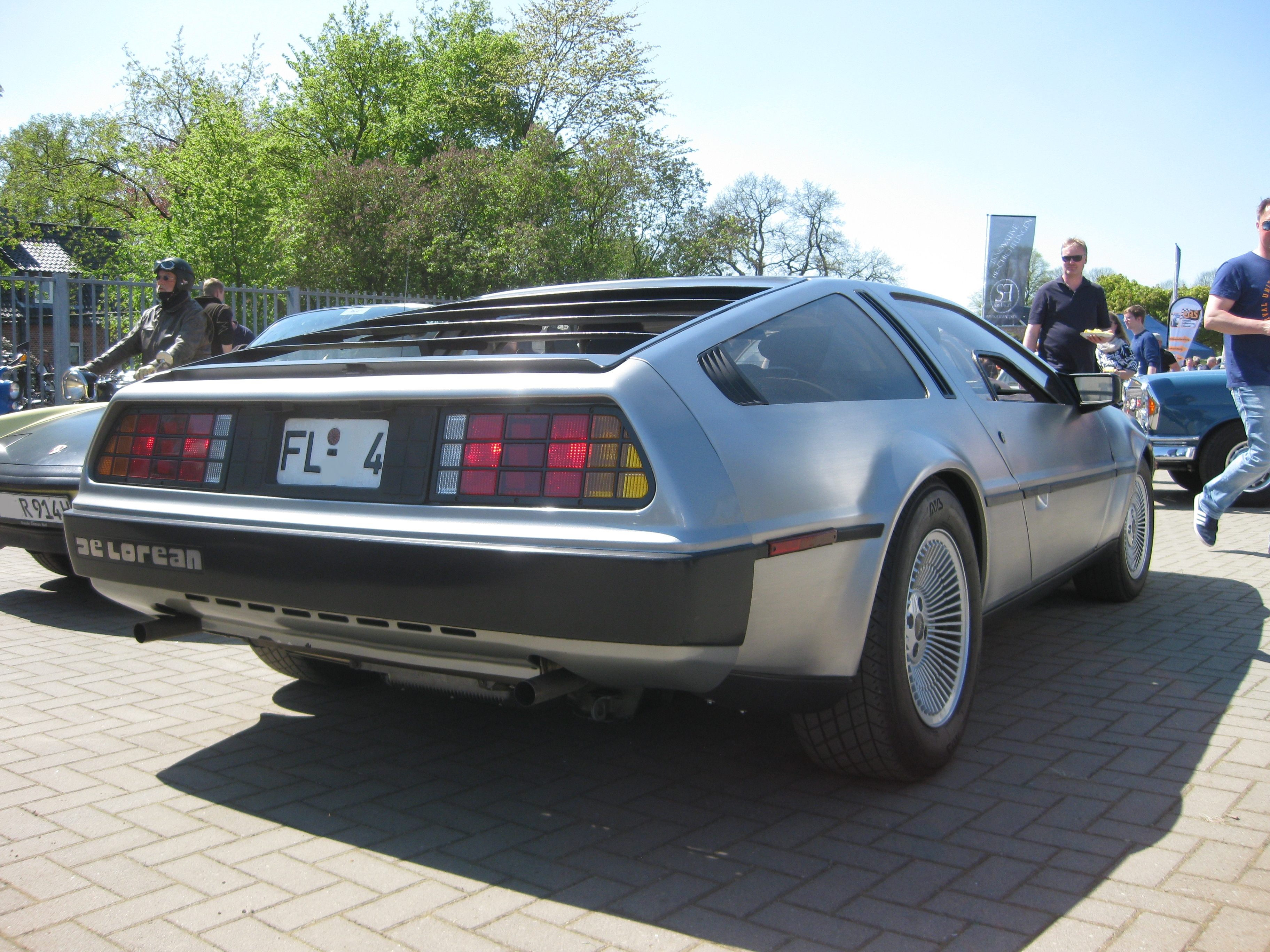
DeLorean DMC-12 schräge Heckansicht

DeLorean setzte für die Entwicklung bis zur konkreten Marktreife und -einführung noch zwei weitere Jahre an. So trat er an Porsche heran und bat um die Entwicklung zur Serienreife. Porsche lehnte aber mit der Begründung ab, für Entwicklungsarbeiten an dem Fahrzeug mindestens fünf Jahre zu benötigen; das Projekt sei im von DeLorean vorgegebenen Zeitrahmen nicht seriös durchführbar. DeLorean stand als vollhaftender Einzelunternehmer aber unter zunehmendem Druck. Er musste sein bis dahin unausgereiftes Konzept zu einem markttauglichen, attraktiven Produkt weiterentwickeln. Der einzige Automobilhersteller, der sich schließlich in der vorgegebenen Zeit des DSV annehmen mochte, waren Colin Chapman und sein britisches Unternehmen Lotus.
Dort arbeiteten 1977 und 1978 zeitweise 200 Mitarbeiter daran, den DeLorean zur Serienreife zu entwickeln. Die bisherige technische Entwicklung von Bill Collins wurde dabei weitestgehend aufgegeben, Collins selbst gab auf und kündigte Anfang 1979. Lotus entwickelte ein völlig anderes Fahrgestell, das im Wesentlichen dem des Lotus Esprit entsprach: ein vorn und hinten gegabelter Zentralrohrrahmen aus (nicht rostfreiem) Stahlblech. Die „Zinken“ sind an den Enden durch Querträger verbunden. In den dadurch gebildeten Dreiecken sitzt vorn der Tank, und das hintere Rahmendreieck nimmt den Motor auf. Die Vorderräder mit Zahnstangenlenkung sind an Doppelquerlenkern aufgehängt, hinten ist eine Zentrallenkerachse eingebaut, das heißt der Radträger stützt sich mit einem schräg nach vorn gerichteten Ausleger am Rahmen ab und wird von zwei Querlenkern seitlich geführt.
Was von DeLoreans Idee übrig blieb, waren lediglich Giugiaros Karosserieform, die Flügeltüren und die edelstahlbeplankte Kunststoffkarosserie. Die Entscheidung, das technische Rückgrat des DeLorean dem des Esprit anzupassen, wird heute allgemein mit der kurzen Zeit begründet, die Lotus für die technische Entwicklung zur Verfügung stand: Eine eigenständige Konstruktion des DeLorean-Fahrgestells wäre in weniger als zwei Jahren kaum möglich gewesen.
Lotus schaffte tatsächlich das fast Unmögliche und entwickelte den „neuen“ DeLorean in nur zwei Jahren. Dies ließ allerdings auch kaum Zeit, um Fehler und absehbare Kinderkrankheiten des Autos zu beheben. So wurde das Projekt noch enger am Lotus Esprit orientiert.
Das Fahrzeug, das Lotus letztlich präsentierte, war kaum noch als Sportwagen im eigentlichen Wortsinne anzusehen. Mit rund 1,3 t Gewicht und 97 kW (132 PS) in der Katalysator-Ausführung lag er weit hinter den Fahrleistungen von Wettbewerbsmodellen wie zum Beispiel der Corvette oder dem Ferrari zurück. Vielen potentiellen Kunden war das bei einem solch teuren Fahrzeug zu wenig.
Das zurückhaltende Temperament lag nicht zuletzt an der ökonomisch sinnvollen, letzten Endes aber unglücklichen Entscheidung für den 2,8 Liter großen PRV-Sechszylinder (V-Motor) mit Renault-Getriebe, der seine lange Karriere in den großen Limousinen von Peugeot, Renault und Volvo begonnen hatte. Der DMC-12 erreichte mit seiner strömungsgünstigen Karosserieform eine Höchstgeschwindigkeit von 200 km/h. Wegen der damals in den USA geltenden Gesetze zeigte der Tachometer des Wagens nur Geschwindigkeiten bis 85 mph (140 km/h) an.

### Serienproduktion

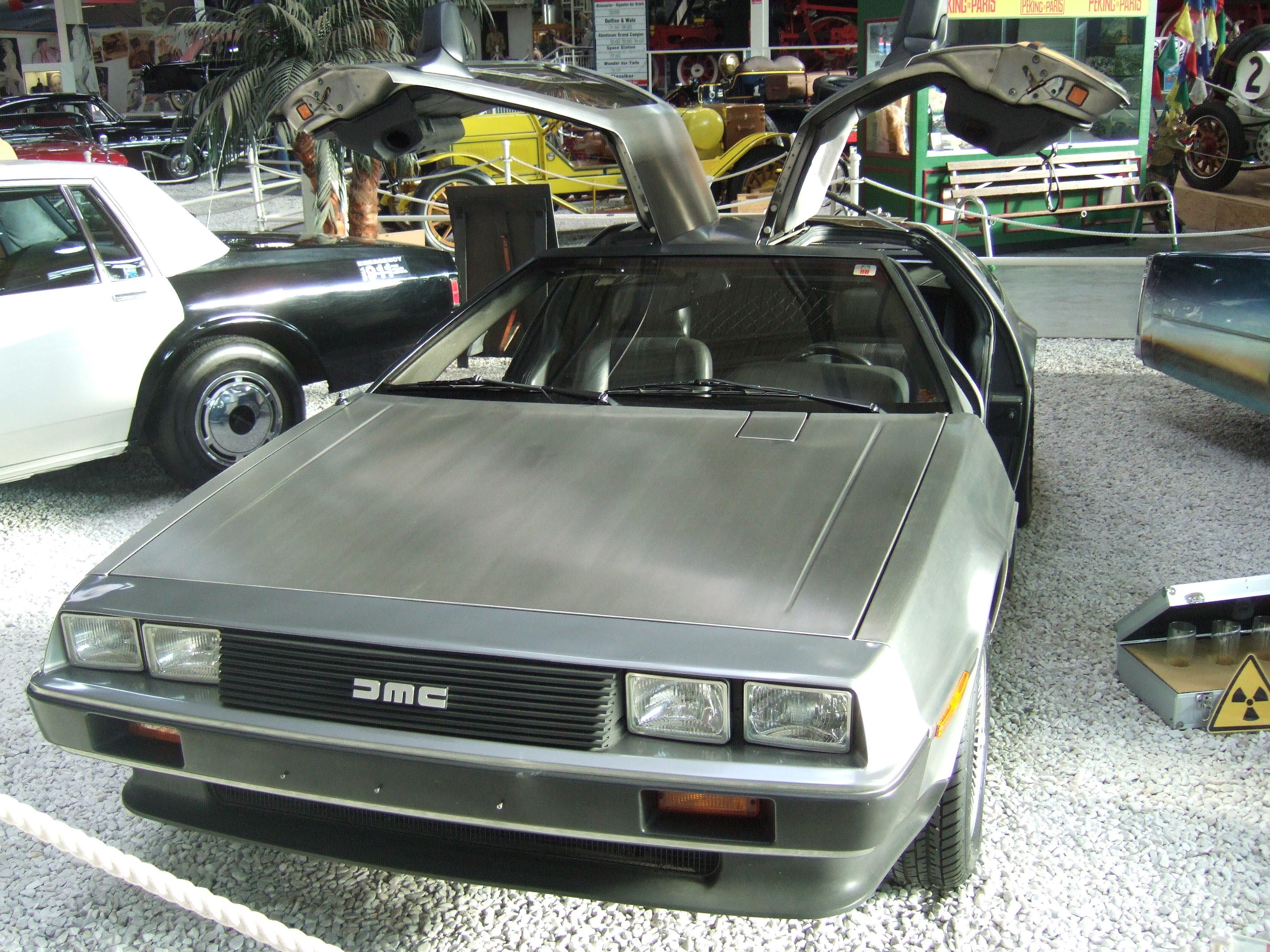
DeLorean im Auto- und Technikmuseum Sinsheim

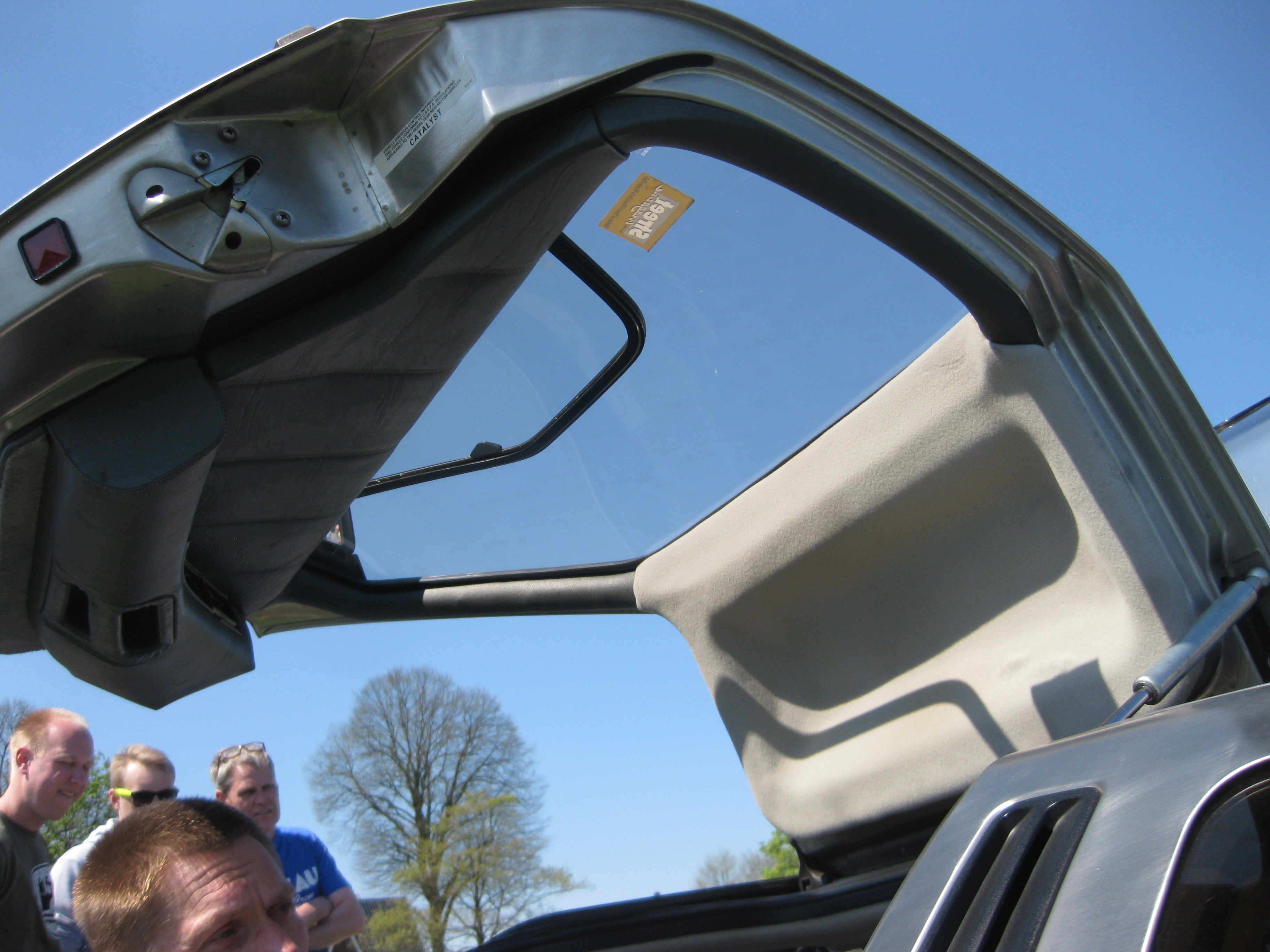
Detailansicht Flügeltür

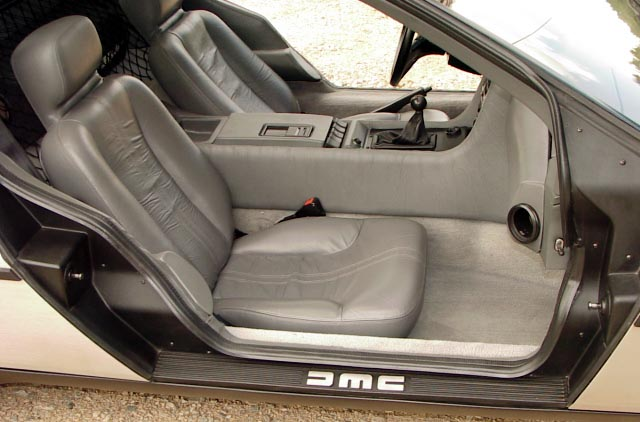
Interieur

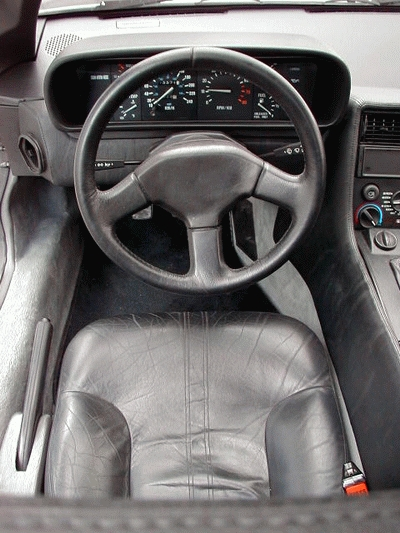
Armaturen des DMC-12

Im Januar 1981 wurde die Serienproduktion des DMC-12 in Dunmurry (7 km südwestlich von Belfast im britischen Nordirland) aufgenommen. Am 21. Januar desselben Jahres rollte die erste Einheit des DeLorean vom Band. Das neue DMC-Werk wurde fast komplett durch Zuwendungen der britischen Regierung finanziert, die eine weitere Stärkung der nordirischen Terrororganisation IRA verhindern wollte, indem sie die hohe Arbeitslosigkeit in Nordirland senkte. Vor dem Serienanlauf waren zwei Wagen hergestellt worden, mit denen Testfahrten über insgesamt nur 60.000 Meilen für das Bestehen der US-Abgasprüfung durchgeführt wurden. Dieser Aufwand war jedoch zu gering, um alle möglichen Mängel aufzuspüren und Fehler vor Beginn der Serienfertigung zu beheben. Dass DeLorean gleichwohl die Produktion aufnahm, lag am wachsenden Druck seiner Investoren und Händler, die nach sechs Jahren des Wartens nun endlich Geld verdienen wollten.

### Qualitätsprobleme
Die Serienfahrzeuge litten schon früh unter schwankender Produktqualität. Gleichbleibende Spaltmaße durften nicht erwartet werden, da die Glasfaserwannen, aus denen das Auto eigentlich besteht, mit relativ großen Toleranzen produziert wurden. Das notwendige manuelle Anpassen und Ausrichten der Verkleidungsbleche war daher nicht ganz einfach.
Immer wieder gaben auch die Flügeltüren Anlass zur Klage. Zwar benötigten sie konkurrenzlos wenig Platz zum Öffnen, aber sie gerieten vor allem zu schwer. Sie bestanden aus rostfreiem Edelstahl und enthielten Elektromotoren der Fensterheber, die nur einen winzigen Spalt der Fensterfläche öffneten, denn die Tür war zu sehr gerundet, um darin die gesamte Scheibe zu versenken. Mit den Magnetschaltern der Zentralverriegelung und dem Gestänge der Türverriegelung war der Türmechanismus sehr aufwendig einzustellen, weshalb die Flügeltüren nach einiger Zeit oft klemmten oder undicht wurden. Korrekt eingestellte Türen mit neuen Gasdruckfedern funktionieren jedoch in der Regel einwandfrei. Herkömmliche Flügeltüren verlassen sich rein auf Gasdruckfedern. Dabei muss die Tür zum Öffnen angehoben werden, und beim Schließen können die Türen schmerzhafte Verletzungen zufügen, wenn sie dem Passagier entgleiten. Beim DeLorean wurde deshalb neben der Gasdruckfeder noch eine Torsionsfeder eingebaut, so dass die Tür beim Öffnen ohne externe Kraft aufschwingt.
Das per Temperaturfühler gesteuerte Motorlüfter-System war anfällig, was zu Motorüberhitzungen führte. Auf Anhieb funktionierende Klimaanlagen waren selten, wobei sich mittlerweile herausgestellt hat, dass die meisten Originalanlagen auch heute noch ihren Dienst tun, wenn sie korrekt gewartet und befüllt werden.
Viele Autozeitschriften waren vom konkreten Ergebnis des gewagten und vielversprechenden Projekts enttäuscht. So folgten viele vernichtende Kritiken, was den Ruf des DMC-12 auch bei potentiellen Kunden nachhaltig schädigte.

### Absatzprobleme, Niedergang der Firma
Spätestens als DeLorean 1981 die Produktion des DMC-12 verdoppeln ließ, um beim geplanten Börsengang der neuen Konzernmutter DMH (DeLorean Motor Holding) als erfolgreicher Geschäftsmann dazustehen, begann das Projekt zu kollabieren, denn die Nachfrage war schon vorher geringer als die Produktion. Mehrere hundert DMC-12 standen in Belfast auf Halde. Als die britische Regierung sich weigerte, weiteres Geld in die Unternehmung zu schießen, und DeLorean beim Versuch, über einen Kokainhandel an zusätzliches Kapital zu gelangen, verhaftet wurde, ging die DMC in Insolvenz. DeLorean war bei diesem Geschäft an einen Agenten der US-amerikanischen Drogenkontrollbehörde DEA geraten und wurde in den USA wegen deren Beteiligung zwar vor Gericht freigesprochen, in Großbritannien hätte ihn jedoch ein Verfahren wegen Veruntreuung erwartet, was ihn dort ins Gefängnis gebracht hätte. Zusammen mit Colin Chapman hatte er nämlich 17,5 Millionen US-Dollar Investorengelder unterschlagen, die er in andere Unternehmungen und seinen aufwändigen Lebensstil gesteckt hatte. Da Chapman im Dezember 1982 verstarb, konnte er nicht mehr angeklagt werden. Sein Finanzchef Fred Bushell ging jedoch wegen Tatbeteiligung für drei Jahre ins Gefängnis.
Weil sich DeLorean hartnäckig weigerte, nach der Insolvenz der DMC ihr zumindest die weltweiten Vertriebsrechte für seinen Sportwagen, die er sich von Beginn an gesichert hatte, zu übertragen, damit sie mit einem neuen Investor in kleinem Volumen weiter existieren konnte, musste sie schließlich liquidiert werden, wodurch 2500 Angestellte ihren Job verloren.
Nach Schließung der Fabrik in Dunmurry wurden alle Metallteile der Fabrikationsanlagen, auch die Presswerkzeuge, höchstbietend versteigert. Ein Teil davon ging an einen Schrotthändler, der die Presswerkzeuge für die Herstellung des linken vorderen Kotflügels und des rechten hinteren Seitenteils an ein Fischereiunternehmen verkaufte. Dieses nutzte diese vor der irischen Küste im Atlantik als Ballast für die Netze ihrer Fischfarmen. Folglich sind diese beiden Karosserieteile heute extrem rar und entsprechend teuer. Ein Großteil der Konkursmasse wurde von ehemaligen Mitarbeitern ersteigert, die sich fortan mit der Erhaltung der Fahrzeuge und der Versorgung mit Ersatzteilen befassten.

### Nachträgliche Produktion und Sonderfahrzeuge
Aus den bis dahin gefertigten Fahrzeugteilen wurden Ende 1982 noch einige Exemplare des DMC-12 montiert. Diese Fahrzeuge werden auch als 1983er Modelle bezeichnet. Ironischerweise erfuhr der DMC-12 kurz nach der Verhaftung des Firmengründers plötzlich enormen Zuspruch. Ein Ansturm auf die verbliebenen Fahrzeuge setzte ein, was die Verkaufspreise kurzfristig auf über 50.000 Dollar hochtrieb.

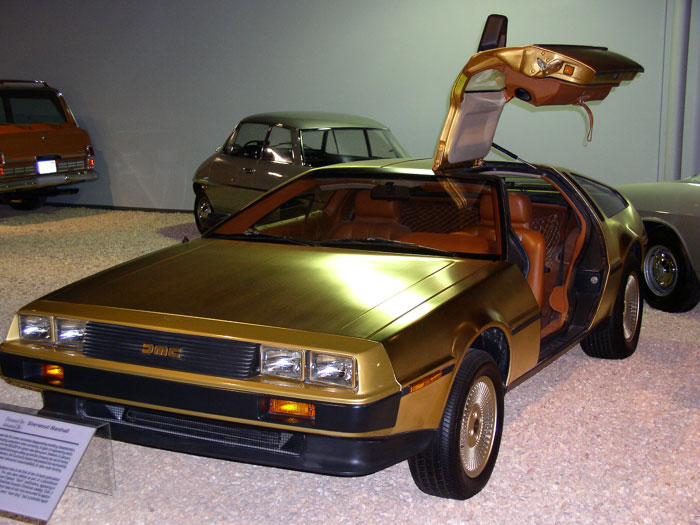
Goldener DeLorean DMC-12

Für Weihnachten 1981 wurden zwei Fahrzeuge im Auftrag des Kreditkartenunternehmens American Express hergestellt, die galvanisch mit Gold beschichtet wurden. An Heiligabend 1982 wurde aus den verbliebenen vergoldeten Teilen das letzte Fahrzeug montiert. Eine Tür musste jedoch nachträglich vergoldet werden und ist heute noch an dem anderen Farbton erkennbar. Alle drei Fahrzeuge befinden sich in den USA: Eins steht im National Automobile Museum in Reno (VIN 4300, braune Innenausstattung, 5-Gang-Getriebe), das zweite im Petersen Automotive Museum in Los Angeles (VIN 4301, schwarze Ausstattung, Automatikgetriebe, auch bekannt als der Wagen aus der Bank in Snyder, Texas) und das letzte gebaute ist im Privatbesitz in Maryland (VIN 20105, braune Innenausstattung, Automatikgetriebe). Es gibt Gerüchte über ein viertes Exemplar, das von einem Privatmann vergoldet worden sein soll. Die DMC-12 wurden nicht lackiert, da die Außenhaut aus unlackiertem, rostfreiem Edelstahl besteht.
Von den ca. 9000 gebauten Exemplaren gab es 2015 weltweit noch rund 6500.
Berühmte Besitzer eines DeLorean waren oder sind:
- Johnny Carson, US-Fernsehmoderator; er investierte 500.000 US-Dollar in die DeLorean Motor Company
- Sammy Davis junior
- Patrick Swayze, bei einer Versteigerung im Jahre 2017 erzielte das Fahrzeug (Baujahr 1981) des 2009 verstorbenen Schauspielers einen Preis von 81.000 US-Dollar[9]
- Ace Frehley, ehemaliger Gitarrist der Gruppe Kiss, thematisierte eine Fahrt in seinem DeLorean unter Alkoholeinfluss, bei der er zahlreiche andere Fahrzeuge rammte und schließlich versuchte vor der Polizei zu fliehen, in seinem Song Rock Soldiers
- Mike Candys, Schweizer Musikproduzent
- Ernest Cline, US-amerikanischer Schriftsteller[10]

## Technische Daten und Messwerte
Die folgenden technischen Daten und Messwerte wurden von Auto, Motor und Sport im Jahr 1982 ermittelt:
| Modell          | Zyl. (Motor)      | Hubraum  | Leistung                    | Dreh- moment        | Getriebe                                         | Leer- gewicht | Beschl. 0–100 km/h | Höchst- geschw. | Verbrauch pro 100 km | Neupreis 1982 | Preis 2025 (inflations- bereinigt) |
| --------------- | ----------------- | -------- | --------------------------- | ------------------- | ------------------------------------------------ | ------------- | ------------------ | --------------- | -------------------- | ------------- | ---------------------------------- |
| DeLorean DMC-12 | V6 (hinten längs) | 2849 cm³ | 97 kW (132 PS) bei 5500/min | 220 Nm bei 2750/min | 5-Gang- Schaltgetriebe oder Automatik (optional) | 1268 kg       | 11,0 s             | 198 km/h        | 14,3 l               | 74.797 DM     | 87.900 EUR                         |

## Medien
- Dass der DMC-12 dennoch zur Legende wurde, verdankte er seinem Auftritt in der Kinofilm-Trilogie Zurück in die Zukunft, durch den er zu spätem Ruhm gelangte. In diesem Film arbeitet im Heck des Wagens neben dem Verbrennungsmotor ein fiktiver Atomreaktor, der Energie für den „Fluxkompensator“ liefert, der die Zeitreisen ermöglicht. In der fiktiven Zukunft wird der Atomreaktor später durch den Fusionsreaktor „Mr. Fusion“ ausgetauscht. Der im realen Leben gefloppte DMC-12 kam den Filmemachern Robert Zemeckis und Steven Spielberg gerade recht: Er war zu Beginn der Arbeiten an dem Film 1984 weltweit noch wenig bekannt, sah durch seine extrem flache Keilform und die Edelstahl-Oberfläche sehr futuristisch aus und war zudem günstig zu bekommen, denn etliche Fahrzeuge standen noch auf Halde. In einem der ersten CGI-Filmeffekte wurde das Auto für die Leinwand durch die von George Lucas gegründete Firma „Industrial Light and Magic“ sogar zum Fliegen gebracht. Mit dem Erfolg der Trilogie erlangte der DeLorean Kultstatus.
- Auch in der Miami-Vice-Folge In den Sümpfen von 1984 (Originaltitel Glades) sind mehrere DeLorean DMC-12 zu sehen. In The Wedding Singer (Eine Hochzeit zum Verlieben) von 1998 mit Adam Sandler und Drew Barrymore fährt ihr Verlobter auch einen DeLorean, und man hört aus dem Autoradio das Miami-Vice-Thema.
- In der Serie Matlock gerät Ben Matlocks Nachbar unter Mordverdacht, weil er sich von dem ermordeten Autohändler einen schrottreifen DeLorean hat andrehen lassen.
- In dem Film Rocky 3 posiert Sylvester Stallone im DeLorean; und auch in Filmen wie Police Academy, Beverly Hills Cop und Das ausgekochte Schlitzohr III sind DeLoreans zu entdecken.
- In dem B-Movie Malibu-Express des Regisseurs Andy Sidaris fährt der Protagonist Cody Abilene anfangs einen rot lackierten DMC-12.
- In der Zeichentrickserie Die Simpsons fährt der fiktive erfolglose Schauspieler Troy McClure in Staffel 7, E19 Selma heiratet Hollywoodstar ebenfalls einen DeLorean.
- In der Anime-Serie Hayate no Gotoku (engl. Titel: Hayate, the Combat Butler) kann man in der 52. Folge, die die erste Staffel beendet, die weibliche Protagonistin Nagi Sanzen'in beim Anschauen eines der Zurück-in-die-Zukunft-Filme sehen, wobei man auf dem Bildschirm den DeLorean erkennen kann.
- In dem Film Donnie Darko wird der DeLorean ebenfalls erwähnt, der Physikprofessor sagt: „Die elementaren Prinzipien des Zeitreisens sind vorhanden. Du hast ein Fahrzeug und ein Portal. Das Transportmittel kann fast alles sein, wahrscheinlich aber ein Raumfahrzeug.“ Und Donnie erwidert: „Wie ein DeLorean?“
- Ferner erscheint er im Musikvideo Dreams (Will Come Alive) des Danceprojektes 2 Brothers on the 4th Floor aus dem Jahre 1994.
- In dem Musikvideo zu We Are All Made of Stars von Moby ist kurz ein DeLorean zu sehen, in dem der britische Schauspieler Sean Bean sitzt.
- In dem von Takashi Murakami animierten Musikvideo zu Good Morning von Kanye West versucht der „Dropout Bear“ erfolglos in einem schwebenden DeLorean (eindeutige Anspielung auf Zurück in die Zukunft II) rechtzeitig zur Graduierungsfeier zu gelangen, jedoch versagt der Motor.
- In der Zeichentrickserie American Dad sieht man in einem Rückblick die alte Highschool von Stan Smith, die nach John DeLorean benannt ist und als Eingang eine riesige DMC-12-Flügeltür besitzt. In Staffel 5, E16 Delorean-Roadtrip besitzt Stan Smith selbst einen DeLorean und begibt sich zusammen mit seinem Sohn Steve auf die Suche nach einer Flügeltür. Ein Großteil des Humors dieser Folge ergibt sich aus kleinen Anspielungen auf die Zurück-in-die-Zukunft-Filme, die Stan im Gegensatz zu seinem Sohn nicht kennt. Er besitzt den DMC-12 lediglich, weil er ein Bewunderer des Firmengründers John Zachary DeLorean ist.
- In Projekt Spymate: Geheimaffe im Einsatz fährt Agent Mike einen DeLorean.
- 2009 taucht ein DeLorean in der RTL-Serie Alarm für Cobra 11, Folge Genies unter sich, wieder auf.
- In der Fernsehserie Gilmore Girls erwägt Lorelai Gilmore, sich von ihrem Geländewagen zu trennen und einen DeLorean zu kaufen, wozu es allerdings nicht kommt.
- In der britischen Fernsehserie Ashes to Ashes wird im zweiten Teil der ersten Staffel die Polizeibeamtin Alex Drake von George Bonds mit einem DeLorean zur Wache gefahren. Die Episode spielt 1981 in London.
- Ein weiteres Musikvideo, in dem der DeLorean vorkommt, ist der Clip zu dem Song Silly Boy von Eva Simons. Darin fährt die Sängerin den Wagen selbst; und auch die Extravaganz der Flügeltüren wird wiederum betont.
- Im Musikclip Dance von Music Instructor erscheint ebenso ein DeLorean, mit dem der Sänger Holly Trance und der Music Instructor selbst eine Reise in die Vergangenheit unternehmen.
- In der Sat.1-Serie Der Letzte Bulle (Folge Fremdgehen für Anfänger) taucht ein DeLorean auf.
- In einer Folge von Two and a Half Men erklärt Alan Jake (während Zurück in die Zukunft im Fernsehen läuft), was ein DeLorean ist.
- Im Musikvideo Deer in the Headlights des Musikprojektes Owl City fährt Sänger Adam Young einen DeLorean. Es handelt sich bei dem im Video gezeigten Wagen um eines der Originalfahrzeuge, das beim Dreh der Zurück-in-die-Zukunft-Trilogie verwendet wurde.[12]
- Im Einspann der US-amerikanischen Serie Sci Fi Science: Physics of the Impossible fährt Moderator Michio Kaku eines der Originalfahrzeuge aus den Zurück-in-die-Zukunft-Filmen.
- Im Musikvideo Down at McDonnelzzz der Band Electric Six sind mehrere DeLoreans zu sehen.
- Im Musikvideo Thrift Shop des Künstlers Macklemore taucht anfangs ein DeLorean auf.
- Im Musikvideo Hey Baby des Sängers Sean Paul ist ein DeLorean zu sehen.
- In dem Lied Glück des deutschen Rappers Prinz Pi gibt es die Textzeile „Hol den DeLorean, lass uns damit zurückfahren“.[13]
- In dem Film A Million Ways to Die in the West taucht als Filmzitat ein DeLorean auf, den Dr. Emmett Brown zu verstecken versucht, um nicht aufzufallen.
- In dem Film Rock Of Ages parkt der DeLorean neben dem von Justice (Mary J. Blige) betriebenen „Venus-Club“.[14]
- Im Musikvideo Take Her Place von Don Diablo ft. A R I Z O N A schraubt der Produzent Don Diablo an einem DeLorean und nimmt mit diesem gegen Ende an einem Rennen teil.
- In der Amazon-Prime-Serie Pastewka taucht der DeLorean in Staffel 8, Folge 4 (Das Lied von Hals und Nase) auf.[15]
- Im Film Ready Player One fährt der Avatar Parzival im Rennen einen zu einer Zeitmaschine dekorierten, animierten DMC-12.
- Im auf dem Homecomputer erstellten und mit Realszenen gemischten Animationsfilm „Prollout“ von Thomas Zeug wird ein Delorean in Bezug auf „Zurück in die Zukunft“ verwendet.
- Das Lied des belgischen Sängers Milow: „DeLorean“ („Me and my DeLorean...“) vom Oktober 2021.
- In der Serie „Cold Case – Kein Opfer ist je vergessen“ fährt in Staffel 1/Folge 20 („Gier“) das Mordopfer einen DMC12.
- In der Serie „Castle“ in Staffel 3/Folge 4 („Ein Mörder auf Zeitreise“) fährt das Mordopfer einen DMC12.
- In der Eröffnungsszene bei Deutschland sucht den Superstar 16. Staffel 2. Liveshow stand ein DeLorean auf der Bühne

## Videospiele und Spielautomaten
- Im Spiel Carmageddon II lässt sich unter anderem ein DeLorean als Fahrzeug auswählen und fahren. Der Name des Fahrzeuges wurde hier in Anlehnung an den gewalttätigen Spielinhalt verballhornt zu DeGorean.
- Bei Autobahn Raser II wird ein DeLorean freigeschaltet, sobald man alles erreicht hat, was es bei diesem Spiel zu erreichen gibt. Er ist dort allen anderen Autos weit überlegen.
- In den Spielen Resident Evil 2 und 3 kommt ein DeLorean vor.
- In den Spielen Gran Turismo 4 für die PlayStation 2, Gran Turismo für PSP und Gran Turismo 5, sowie Gran Turismo 6 für die PlayStation 3 und Gran Turismo 7 für die PlayStation 5 kann das Fahrzeug freigespielt beziehungsweise erworben werden.
- Im Spiel Scarface The World is Yours gibt es eine abgeänderte Version namens „Dolphne“.
- Im Spiel Projekt Gotham Racing 4 für die Xbox 360 steht in der Class G ein DeLorean zur Ausfuhr bereit.
- Im Spiel Redline für Mac OS X kann man ebenfalls einen DeLorean sowie einen schwebenden DeLorean „Time Machine“ nach Beenden der jeweiligen Fahrmissionen freischalten.
- Im Spiel Duke Nukem: Time To Kill für die PlayStation 1 ist der DeLorean im Höhlen-Level anzutreffen.
- Im Spiel Interstate 82 ist der DeLorean unter dem Namen „De Landau“ zu finden und auch fahrbar.
- Im Spiel Burnout: Paradise ist der DeLorean als Zurück-in-die-Zukunft-Version „P12 Jansen 88 Special“ fahrbar – inkl. brennender Spur und einfahrbaren Rädern.
- Im Spiel FlatOut 2 ist ein, dem DeLorean ähnelndem, Wagen unter dem Namen „Fortune“ in der Rennklasse fahrbar.
- In den Grand Theft Auto Teilen Vice City ,Vice City Stories und Grand Theft Auto V Online ist eine leicht abgeänderte Version des DeLorean unter dem Namen Deluxo zu finden.
- Im Spiel Avenue Flo, einem Diner-Dash-Ableger, kommt Flo in der „Spendalot Ave“ bei dem Pet Spa an dem Geschäftsmann Derek mit einem grünen DeLorean vorbei.
- Im Spiel Driver: San Francisco ist es möglich, einen DeLorean zu fahren. Beschleunigt man diesen auf 141 km/h (88 mph), die gleiche Geschwindigkeit wie bei Zurück in die Zukunft, schaltet man damit die Mission „Begegnung mit der Vergangenheit“ frei, welche eine Nachstellung der Prüfungsmission im ersten Teil ist.
- Im Spiel Forza Motorsport 3 und Forza Motorsport 4 für die Xbox 360 ist der DMC-12 als DLC erhältlich.
- Im Spiel Enthusia Professional Racing für die PS2 kann man auch einen DeLorean erspielen.
- In dem Spiel Asphalt 6: Adrenalin und Adrenalin HD für Apple-Geräte ist er nach einem Update auch verfügbar.[16]
- In dem Spiel Asphalt 7: Heat für mobile Endgeräte ist er in Klasse 1 verfügbar.
- Im Flipperautomaten Back to the Future ist auf der Backbox und auf den Seiten des Cabinets ein wie im Film modifizierter DeLorean abgebildet.
- In dem Spiel Rocket League wurde am 21. Oktober 2015, dem Tag, an dem Marty McFly in Zurück in die Zukunft II landet, eine Ergänzung (DLC) veröffentlicht, in der man den Wagen steuern kann.
- In dem Spiel Deponia Doomsday kommt ein Original-DeLorean aus Zurück in die Zukunft II in einem Café vor.
- In dem Spiel Car Mechanic Simulator 2015 wurde am 19. September 2016 eine Ergänzung (DLC) veröffentlicht, mit der man einen DeLorean DMC-12 reparieren oder selbst Besitzer dieses Fahrzeugs werden konnte, um den Wagen so herrichten zu können, wie man ihn haben wollte.
- In dem Indie-Spiel Hotline Miami fährt der Protagonist einen DeLorean DMC-12. Dieser kommt auch im „Hotline Miami“-DLC zu dem Koop-Shooter Payday 2 vor, wo er in der zugehörigen Mission als Fluchtfahrzeug für die Spieler dient.
- In dem Spiel Grip: Combat Racing ist eine getunte Version des DeLorean unter dem Namen „DeLorean 2650“ als DLC erhältlich.
- In dem Spiel Need for Speed: No Limits ist der DeLorean über ein Zusatzevent erspielbar.
- In dem Spiel Narita Boy sieht man am Ende des Spiels und im Abspann einen DeLorean DMC-12 mit gelb-rot-blauen Streifen und dem japanischen Kanji 中 (welches u. a. für Mitte, Zentrum oder Innen steht), dem Markenzeichen des Spiels.
- In dem Spiel Forza Horizon 5 ist der DeLorean DMC-12 als besonderer Preis für abgeschlossene Spielerevents erhältlich. Ein Bug erlaubt es jedoch Spielern ihn dennoch mit Horizon Credits zu kaufen. Er kann dazu im Spiel stark motorisch modifiziert werden.
- In dem Spiel Need for Speed Unbound kann man den DeLorean DMC-12 im Online-Modus freischalten. Daraufhin kann man das Auto mit Credits kaufen, das Aussehen sowie die Performance anpassen und frei im Story- und Online-Modus verwenden.
- Für das Spiel Powerwash Simulator gibt es eine Ergänzung (DLC), bei der man unter anderem den DeLorean als Zeitmaschine reinigen muss.[17]

## Trivia
Der DeLorean DMC-12 inspirierte das Design des Cybertrucks.